# Powiat Kani
Powiat Kani (jap. 可児郡 Kani-gun) – powiat w Japonii, w prefekturze Gifu. W 2024 roku liczył 17 016 mieszkańców.

## Miejscowości
- Mitake